# Partido Comunista Búlgaro
El Partido Comunista Búlgaro (en búlgaro: Българска комунистическа партия, trl: Bâlgarska komunisticheska partiya) fue un partido político búlgaro de ideología marxista leninista que gobernó la República Popular de Bulgaria en carácter de partido único entre 1946 y 1990, cuando se renombró a sí mismo como Partido Socialista Búlgaro.
Desde 1954 hasta 1989, el partido fue dirigido por Todor Zhivkov, un gran defensor de la Unión Soviética que mantuvo estrechas relaciones con ese país durante el mandato de Leonid Brézhnev. Su gobierno llevó a una relativa estabilidad política y un aumento en los niveles de vida.
El PCB se organizó sobre la base del centralismo democrático, un principio introducido por el erudito y líder marxista ruso Vladimir Lenin, que implica una discusión democrática y abierta sobre políticas bajo la condición de unidad para defender las políticas acordadas. El máximo órgano del PCB era el Congreso del Partido, convocado cada cinco años. 
Cuando el Congreso del Partido no estaba en sesión, el Comité Central era el organismo supremo, pero dado que el organismo normalmente se reunía solo una vez al año, la mayoría de los deberes y responsabilidades recaían en el Politburó y su Comité Permanente. El líder del partido ocupó los cargos de Secretario General.
El PCB estaba comprometido con el marxismo-leninismo, una ideología formada por los escritos del filósofo alemán Karl Marx y de Lenin (de 1922 a 1956 formulada por el líder soviético Iósif Stalin). En la década de 1960, el PCB anunció algunas reformas económicas, que permitieron la libre venta de la producción que excediera los montos planificados.
Después de que el primer ministro soviético Mijaíl Gorbachov asumiera el poder en 1985, el PCB experimentó una liberalización política y económica, que rápidamente liquidó al partido y disolvió por completo la República Popular de Bulgaria.
En el marco de las Revoluciones de 1989, Zhivkov presentó su dimisión, siendo reemplazado por Petar Mladenov. El partido adoptó una posición más moderada, abandonando el marxismo leninismo en 1990 y renombrándose como Partido Socialista Búlgaro.

## Historia
Los orígenes del partido se encuentran en el Partido Obrero Socialdemócrata Búlgaro (Socialistas Estrechos) (Tesni Sotsialisti, "Socialistas Estrechos"), que fue fundado en 1903 después de una escisión en el X Congreso de los Partido de los Trabajadores Socialdemócratas de Bulgaria.
El líder fundador del partido fue Dimitar Blagoev, quien fue la fuerza impulsora detrás de la formación del PTS en 1894. Comprendía a la mayoría de los marxistas de línea dura en el Partido de los Trabajadores Socialdemócratas. El partido se opuso a la Primera Guerra Mundial y simpatizaba con la Revolución de Octubre en Rusia.  Bajo el liderazgo de Blagoev, el partido solicitó unirse a la Internacional Comunista tras su fundación en 1919. Al unirse al Komintern, el partido se reorganizó como el Partido Comunista de Bulgaria.
Jorge Dimitrov fue miembro del Comité Central del partido desde sus inicios en 1919 hasta su muerte en 1949, y también se desempeñó como líder de Bulgaria desde 1946. En 1938, el partido se fusionó con el Partido de los Trabajadores de Bulgaria y tomó el nombre del partido anterior.
Tras la repentina muerte de Dimitrov, el partido fue dirigido por Valko Chervenkov, un estalinista que supervisó una serie de purgas del partido que contaron con la aprobación de Moscú.  El partido se unió al Cominform en sus inicios en 1948 y llevó a cabo purgas contra sospechosos de "Titoítas" tras la expulsión del Partido Comunista de Yugoslavia de la alianza.  Los presuntos contrarrevolucionarios fueron encarcelados.  En 1948, el Partido Obrero Socialdemócrata Búlgaro (Socialistas Amplios) se vio obligado a fusionarse con el PCB, liquidando así cualquier alternativa de izquierda a los comunistas.
Desde 1954 hasta 1989, el partido estuvo dirigido por Todor Zhivkov, quien apoyó mucho a la Unión Soviética y permaneció cerca de su liderazgo después de que Nikita Khrushchev fuera depuesto por Leonid Brezhnev. Su gobierno condujo a una relativa estabilidad política y un aumento en el nivel de vida. Las demandas de reforma democrática que barrieron Europa del Este en 1989 llevaron a Zhivkov a dimitir. Fue sucedido por un comunista considerablemente más liberal, Petar Mladenov. El 11 de diciembre, Mladenov anunció que el partido renunciaba a su derecho garantizado a gobernar.  A todos los efectos, este fue el fin del régimen comunista en Bulgaria, aunque pasaría otro mes antes de que se eliminara la disposición de la constitución que consagra el "papel de liderazgo" del partido.
El partido se movió en una dirección más moderada y en la primavera de 1990 ya no era un partido marxista-leninista. En abril, el partido cambió su nombre a Partido Socialista Búlgaro (BSP).  Varios comunistas de línea dura establecieron varios partidos disidentes con un pequeño número de miembros. Uno de estos partidos, llamado Partido Comunista de Bulgaria (Komunisticeska Partija na Balgarija), está dirigido por Aleksandar Paunov.

## Sede
La Casa del Partido (Партийния дом, Partiyniya dom) sirvió como sede del Partido Comunista Búlgaro, ubicada en Largo, Sofía. El edificio fue diseñado por un equipo dirigido por el arquitecto Petso Zlatev y se completó en 1955.